# Las Cruces (kommun)
Las Cruces är en kommun i Guatemala.   Den ligger i departementet Petén, i den norra delen av landet, 220 km norr om huvudstaden Guatemala City.